# جرمی بالمی
جرمی بالمی (انگلیسی: Jérémy Balmy؛ زادهٔ ۱۹ آوریل ۱۹۹۴) بازیکن فوتبال اهل فرانسه است.
از باشگاه‌هایی که در آن بازی کرده‌است می‌توان به باشگاه فوتبال آکسفورد یونایتد، باشگاه فوتبال آکسفورد سیتی، باشگاه فوتبال نوتس کانتی، و باشگاه فوتبال سوئیندون تاون اشاره کرد.